# Дубровская волость (Оханский уезд)
Дубро́вская во́лость — административно-территориальная единица в составе Оханского уезда Пермской губернии. Просуществовала до советской административной реформы 1923—1924 годов.
C 1860-х и до конца существования волости административным центром Дубровской волости являлось село Дуброво.
В 60 верстах от села Дубровское на реке Большой Усе действовал старообрядческий скит, в котором проживало до 15 послушников. В 1827 году скит был закрыт властями. Жители Дубровской и Сайгатской волостей просили епископа Аркадия (Федорова) назначить им единоверческого священника. В 1836 году в селе Дубровском был открыт единоверческий приход. В 1837 году в селе Екатерининском был заложен единоверческий храм.
Весной и летом 1918 года на Урале проходили антибольшевистские восстания. В Дубровской и Острожской волостях в марте 1918 года насчитывалось 2000 восставших.

## Состав
На 1904 год население волости составляло 6514 человек приписных жителей (3160 мужчин и 3354 женщины) и включало следующие населённые пункты:
- Дубровское общество:  Дубровское, с.
- Ларинское общество:  Усть-Лариха, д.; Нижняя Лариха, д.; Лариха, д.; Юдичи, д.
- Зародниковское общество:  Зародники, д.; Заурал, д.; Пиповка, д.
- Лежебоковское общество:  Лежебоки, д.; Сычи, д.; Разины, д.; Ерши, д.; Бурдина, д.
- Фадинское общество:  Опалиха, д.; Фадина, д.; Слудка, д.; Понята, д.; Марков, д.; Лыва, д.
- Копыловское общество:  Копылы, д.; Берёзовка, д.; Новосёлы, д.; Гляденово, д.; Галешник, д.; Капидоны, д.; Окулова, д.; Барашки, д.
- Бадаговское общество:  Угол, д.; Пол, д.; Гари, д.; Горская, д.; Понята, д.; Карчи, д.; Алекина, д.; Бадагова, д.; Катаев, поч.; Шилова, д.; Нечаев, поч.
- Подволошинское общество:  Мерзляки, д.; Нижние Мерзляки, д.; Верх Подволок, д.; Подволок, д.; Любимова, д.
- Замостовское общество:  Алекина, д.; Сапцова, д.; Замостова, д.; Болгары, д.